# Lac Supérieur de Fully
Der Lac Supérieur de Fully ist ein Stausee bei Fully im Kanton Wallis auf einer Höhe von 2128 m ü. M. Er liegt an der Westflanke des Grand Chavalard. Mit seinem Wasser wird das Kraftwerk Fully angetrieben.

## Geschichte
Baubeginn für die Staumauer war im Sommer 1912. Der Lac Supérieur ist ein Natursee, der mit der Mauer höher gestaut wurde. Trotz den kurzen Bergsommern war die Mauer innert zweier Jahre bis Oktober 1914 fertiggestellt. Noch im 1914 wurden Testläufe durchgeführt, und im Jahr 1915 ging die Anlage in Betrieb. Bei der Inbetriebnahme und bis ins Jahr 1934 war Fully die Anlage mit dem weltweit höchsten Nutzgefälle. Die Zentrale in Fully liegt auf 495 m ü. M. und somit 1643 Meter unter dem Stausee.
Das Werk wird aufgrund des eingeschränkten Wassernachschubes nur zu Spitzenzeiten in Betrieb genommen.

## Zentrale

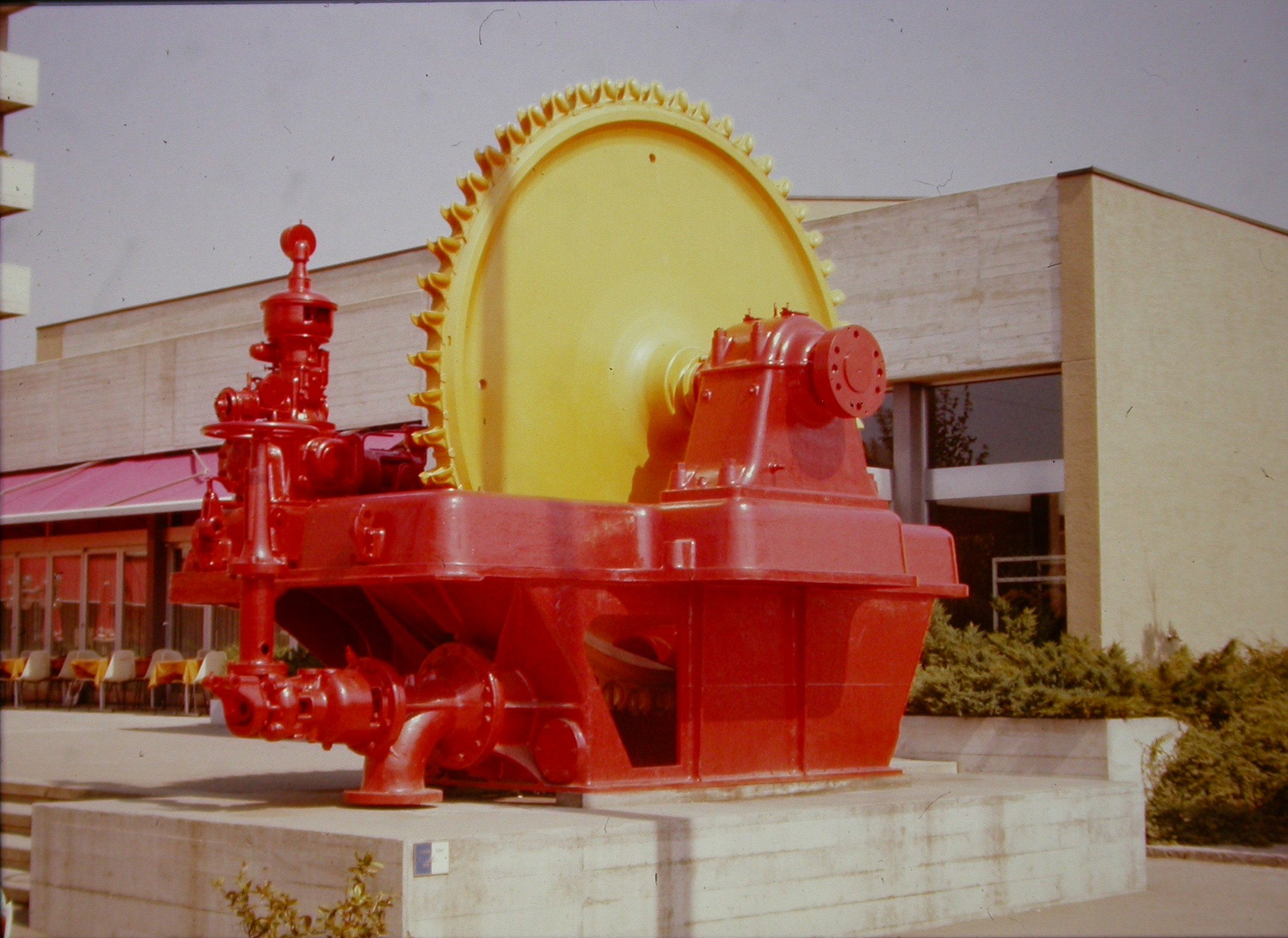
Pelton-Rad von 1914

Eines der Peltonräder der Ateliers Piccard, Pictet & Cie war 1914 an der Landesausstellung präsentiert worden. Ein solches Laufrad war 7100 Kilogramm schwer und verfügte über 54 Schaufeln. Für die Montage der 54 Schaufeln wurde die Radscheibe auf 130 Grad erwärmt (Aufschrumpfen). Die Wassergeschwindigkeit an der Düse betrug 180 Meter pro Sekunde und trieb die Turbine bis auf eine Leistung von 3000 PS. In der Zentrale waren ursprünglich vier Turbinen à 2,2 MW installiert, welche im Jahr 1959 bei einer Gesamtsanierung durch eine einzelne Gruppe von 6 MW ersetzt wurden.
Die Drehstromgeneratoren stammten von der Maschinenfabrik Oerlikon, die Rohre der Druckleitung von Thyssen, die Absperrschieber von Von Roll («Clus», also vom Werk in Balsthal).

## Technische Daten

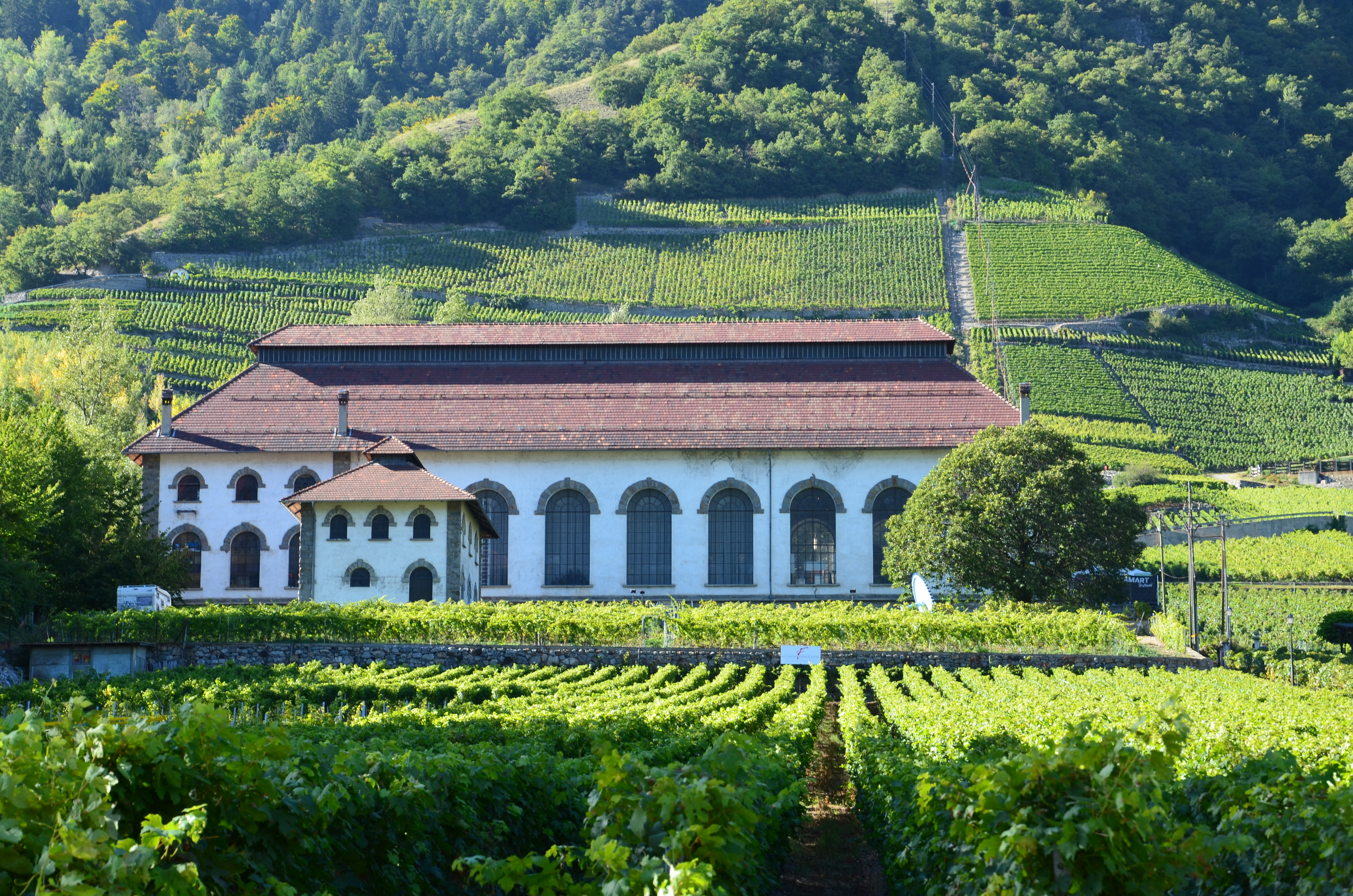
Die Kraftwerkszentrale in Fully

- Genutzter Höhenunterschied: 1643 m
- Elektrische Leistung: ursprünglich 4 × 2,2 MW, heute 6 MW
- Wirkungsgrad: 81 %
- Mittlere Jahresproduktion: 12 GWh